# 滇北悬钩子
滇北悬钩子（学名：Rubus bonatianus）为蔷薇科悬钩子属下的一个种。

## 扩展阅读
- 維基物種上的相關：滇北悬钩子